# Andreja Leški
Andreja Leški, slovenska judoistka, * 8. januar 1997, Koper.
Je dobitnica dvanajstih medalj iz tekmovanj Grand Prix in Grand Slam ter bronasta medalistka mladinskega svetovnega prvenstva leta 2015. Prav tako je aktualna svetovna podprvakinja v kategoriji do 63 kilogramov.

## Tekmovalna kariera
Andreja je svoj prvi mednarodni uspeh dosegla kot kadetinja na Evropskem kadetskem pokalu v Zagrebu leta 2012 v kategoriji -48kg. Nato je v naslednjih letih osvojila še 8 medalj iz evropskih kadetskih pokalih, zmagala na evropskem kadetskem prvenstvu v Atenah leta 2014 v kategoriji -52kg in osvojila srebrno kolajno na evropskem kadetskem prvenstvu v Talinu leta 2013 v kategoriji -48kg. V mladinski kategoriji je osvojila 8 medalj iz evropskih mladinskih pokalov, bronasto kolajno na evropskem mladinskem prvenstvu leta 2014 in srebrno kolajno na evropskem mladinskem prvenstvu leta 2016. Svoj najboljši rezultat na evropskih prvenstvih je dosegla leta 2020, kjer se je uvrstila na 5. mesto. Na prestižnem tekmovanju leta, Doha Masters 2020, je osvojila bronasto kolajno in si priborila dodatne točke v kvalifikacijah za Olimpijske igre v Tokiu.
Junija 2021 je na svetovnem prvenstvu v judu osvojila srebrno medaljo v kategoriji do 63 kilogramov.
Anderja je v Parizu na Poletnih olimpijskih igrah 2024 osvojila zlato olimpijsko medaljo. V finalu kategorije do 63 kg je z iponom premagala Mehičanko Prisco Awiti Alcaraz, v polfinalu pa olimpijsko prvakinjo Francozinjo Clarisse Agbégnénou.